# لورنتین بانک کانادا
لورنتین بانک کانادا (فرانسوی: Banque Laurentienne du Canada‎) شرکت خدمات مالی و بانکداری کانادایی است، که در سال ۱۸۴۶ تأسیس شد.